# 加約索 (密蘇里州)
加約索（英語：Gayoso）是位於美國密蘇里州佩米斯科特縣的非建制地區。

## 歷史
加約索的郵局於1854年設立，其後於1900年停運。

## 地理
加約索所處的海拔為高於海平面82米（即269英呎），而該地所採用的時區為UTC-6，即北美中部時區（CST）。同時該地設有夏令時間，為UTC-6調快一小時，即UTC-5（CDT）。